# Fritz Behr

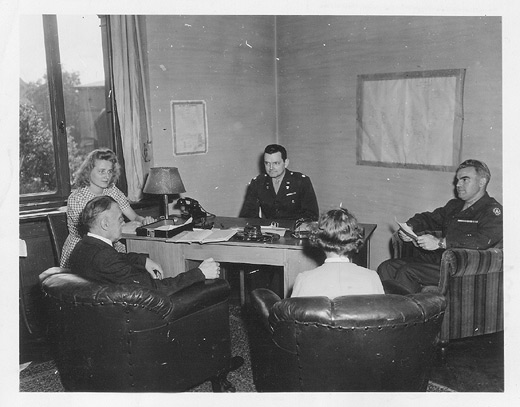
Der neueingesetzte Weimarer Oberbürgermeister Dr. Fritz Behr (vorne mit Blick auf die Offiziere) während einer Lagebesprechung mit den Offizieren der US-Militärverwaltung, Frederick W. Hanger und James H. Ward. Aufnahme vom 26. Juni 1945

Fritz Behr (* 2. Februar 1881 in Leipzig; † 4. Oktober 1974 in Weimar) war ein deutscher Lehrer, Kommunalpolitiker (SPD/SED) und Vorsitzender der Deutschen Shakespeare-Gesellschaft.

## Leben
Fritz Behr besuchte die Volksschule, erlangte die Hochschulreife und absolvierte ein Pädagogikstudium. Im Jahr 1903 wurde er zum Doktor der Philosophie promoviert. Von 1908 bis 1933 wirkte er als Lehrer in Weimar, bis er von den NS-Machthabern aus dem Schuldienst entlassen wurde. Danach sicherte er seinen Lebensunterhalt durch Anstellungen als Hilfsarbeiter u. a. auf dem Weimarer Güterbahnhof.
Nach Ende des Ersten Weltkrieges war er im März 1919 der Sozialdemokratischen Partei Deutschlands (SPD) beigetreten und war mit ihrem Mandat von 1925 bis 1933 Stadtrat in Weimar. Außerdem gehörte er dem Bezirksvorstand seiner Partei und dem Reichsbanner Schwarz-Rot-Gold an.
Im September 1939 war er kurzzeitig in Haft. Bei der „Aktion Gitter“ im August 1944 wurde er erneut verhaftet und war bis April 1945 im KZ Buchenwald inhaftiert. Behr gehörte zu den Unterzeichnern des Buchenwalder Manifests.
Nach der Befreiung fungierte er vom 1. Mai bis 5. November 1945 als Oberbürgermeister von Weimar. Danach wechselte er ins Landesamt für Volksbildung als Referent für Höheres Schulwesen. Behr wurde Mitglied der SED, verließ aber im Jahr 1948 auf eigenen Wunsch sein Referentenamt und arbeitete danach als Vertragslehrer.
Seit den 1950er Jahren hatte er den Vorsitz der Deutschen Shakespeare-Gesellschaft inne.